# Округ Медисон (Џорџија)
Округ Медисон (енгл. Madison County) је округ у америчкој савезној држави Џорџија.

## Демографија
По попису из 2010. године број становника је 28.120, што је 2.39 (9,3%) становника више него 2000. године.
| Група             | 2000.          | 2010.          |
| Белци             | 22.713 (88,3%) | 24.106 (85,7%) |
| Афроамериканци    | 2.176 (8,5%)   | 2.355 (8,4%)   |
| Азијати           | 72 (0,3%)      | 178 (0,6%)     |
| Хиспаноамериканци | 507 (2,0%)     | 1.139 (4,1%)   |
| Укупно            | 25.730         | 28.120         |